# Glacier d'Envers du Plan
Ne doit pas être confondu avec Glacier du Plan.
Le glacier d'Envers du Plan est un glacier de France situé dans le massif du Mont-Blanc, sur la commune de Chamonix-Mont-Blanc.
Le glacier naît sur l'adret de l'aiguille du Plan, à plus de 3 600 mètres d'altitude et s'écoule vers le sud-est en direction des séracs du glacier du Géant. Il est entouré par les glaciers des Pélerins au nord-ouest et de Blaitière au nord sur l'autre versant des aiguilles de Chamonix, d'Envers de Blaitière au nord, du Géant au sud-est et la Vallée Blanche avec laquelle il est physiquement connecté au sud. Il est dominé au nord par l'aiguille du Plan, le Grand Gendarme d'Environ du Plan et la dent du Requin et au sud par le Petit Rognon. Le refuge du Requin se trouve juste à l'est du glacier.